# 伊藤雅子 (舞台美術家)
伊藤 雅子（いとう まさこ、1973年10月19日 - ）は日本の舞台美術家。

## 略歴
長野県生まれ。東京造形大学卒業後、松井るみに師事。文化庁芸術家在外研修留学制度研修員としてオランダに留学。2005年からフリーの舞台美術家として活動開始。
2020年12月25日、株式会社イトウマサコのアトリエを設立。
日本大学芸術学部（2020年 - ）、共立女子大学（2021年 - ）の各大学で非常勤講師も務めている。
2023年には、玉川大学教育学部教育学科通信教育課程において、学芸員資格を取得。

## 受賞歴
- 2005年 第33回伊藤熹朔賞新人賞　演劇集団円公演「オリュウオバ物語」他2作（美術）
- 2008年 第15回読売演劇大賞優秀スタッフ賞　世田谷パブリックシアター公演「審判」「失踪者」（美術）
- 2010年 第17回読売演劇大賞優秀スタッフ賞　新国立劇場「シュート・ザ・クロウ」（美術・衣裳）／まつもと市民芸術館「エドワード・ボンドのリア」（美術）
- 2014年 第41回伊藤熹朔賞本賞　「真田十勇士」（美術）
- 2014年 第49回紀伊國屋演劇賞個人賞　新国立劇場公演「マニラ瑞穂記」／結城座公演「オールドリフレイン」（美術）
- 2022年 第29回読売演劇大賞最優秀スタッフ賞　新国立劇場「反応工程」シス・カンパニー「友達」パルコ「ジュリアス・シーザー」（美術）